# Heiko Hain
Heiko Hain (* 26. März 1982 in Münchberg) ist ein deutscher Politiker (CSU) und seit 2025 Mitglied des Deutschen Bundestages.

## Leben
1998 schloss Hain die Realschule Helmbrechts ab. Von 1998 bis 2002 folgte eine Ausbildung zum Bürokaufmann. 2002 bis 2003 leistete er seinen Grundwehrdienst bei der Radarführungsabteilung 24 in Freising. Ab 2003 war er Verwaltungsangestellter der Evangelisch-Lutherischen Kirche in Bayern. Von 2008 bis 2010 bildete er sich zum Verwaltungsfachwirt fort. 2011 bis 2016 absolvierte Hain ein Studium der Politikwissenschaft, Verwaltungswissenschaft und Soziologie an der Fernuniversität in Hagen mit dem Abschluss Bachelor of Arts. Ab 2015 war er stellvertretender Leiter des Evangelisch-Lutherischen Kirchensteueramtes Bayreuth.

## Politik

### Kommunalpolitik
Seit 2014 ist er Erster Bürgermeister der Gemeinde Weißdorf und seit 2020 Mitglied es Kreistages des Landkreises Hof. Seit 1999 ist er Mitglied der CSU und Kreisvorsitzender der Kommunalpolitischen Vereinigung der CDU und CSU Deutschlands sowie stellvertretender Kreisvorsitzender des CSU-Kreisverbands Hof-Land.

### Deutscher Bundestag
Bei der vorgezogenen Bundestagswahl am 23. Februar 2025 zog Hain als Sieger des Bundestagswahlkreises Hof in den 21. Deutschen Bundestag ein. Dort ist er ordentliches Mitglied im Petitionsausschuss, im Innenausschuss sowie im Finanzausschuss. Am 26. Juni 2025 wählte das Plenum des Bundestages ihn in das Parlamentarische Kontrollgremium zur Kontrolle der Nachrichtendienste des Bundes. Er ist dort Obmann der CDU/CSU-Fraktion.